# Szkotówka
Szkotówka, niewielka rzeka dorzecza Narwi, prawy dopływ Wkry o długości 25,3 km. Wypływa z Jeziora Szkotowskiego w miejscowości Szkotowo. Przepływa przez miejscowości: Lipowo, Rogóż, Wilamowo, Krasnołąka i w okolicach Działdowa wpada do Wkry. 

## Dopływy
- Lipówka